# 高村武次
高村 武次（たかむら たけじ、1923年 - 2005年）は、日本の映画監督、元岩波映画製作所社長。

## 人物
旧制栃木県立栃木中学校を経て東京帝國大学法学部卒。

## 作品

### 監督
- 天竜川 - 1952年
- 谷川岳の記録 遭難 - 1957年, 兼 脚本, 第12回芸術祭芸術祭賞
- 佐久間ダム 総集編 - 1958年, 兼 脚本･演出
- 国づくりからこめづくりまで - 1959年
- 千葉火力発電所 - 1959年, 兼 脚本
- 横須賀火力の建設 - 1959年, 兼 脚本
- バルウチャンプロジェクト（ビルマ） - 1960年, 兼 脚本
- Toyobo - 1960年, 兼 脚本
- 日比谷三井ビル - 1960年, 兼 脚本
- リコー時計 - 1963年, 兼 脚本
- NKKトレーラー（世界の鉄をめぐる） - 1964年, 兼 脚本
- シーサイドファイアー 世界の鉄をめぐる - 1964年, 兼 脚本, 第2回日本産業映画コンクール奨励賞
- 紀ﾉ国屋ビル竣工 - 1964年
- ビエンチャン（市水道工事の記録） - 1965年
- 輝くガラスクリーン〜吊り下げ工法〜 - 1965年, 兼 脚本
- エーザイニュース - 1966年, 兼 制作
- カシードラル・ピークヘス 東大アラスカ - 1967年, 兼 制作・脚本
- X線映画による声帯観察 - 1968年, 兼 制作
- 分子運動 - 1968年, 兼 制作・脚本
- むちうち症（英語版） - 1968年, 兼 制作・脚本

### 演出
- 建設の凱歌 佐久間ダム完成篇 - 1957年

### 制作
- チェーンドライブの焦点 - 1961年, 兼 脚本
- ＜日本発見シリーズ＞高知県 他 - 1961〜62年
- 日本の工業（英・独・仏・西語版） - 1962年, 兼 脚本
- X線映画による発声､発語機構の研究（音） - 1966年
- ＜科学への招待シリーズ＞力のおよぼしあい - 1966年, 教育映画祭最高賞
- 消化器病学会（日・英語版）
- 悪性胃切除術 - 1967年
- 頚部食道ガン - 1967年
- 夜明けの国 - 1967年, 第22回毎日映画コンクール教育文化映画賞
- 花から実へ - 1968年, 第21回東京都境域映画コンクール銀賞
- 環軸椎脱臼に対する径口的前方固定術（整） - 1968年
- 舌切除の言語機能 - 1968年
- 藤沢市1969冬（西開） - 1969年
- 狂言 - 1969年, 教育映画祭特別賞, 第23回東京都教育映画コンクール奨励賞, 第24回芸術祭短編部門優秀賞, 1969キネマ旬報ベストテン短編映画第4位
- 技術は限りない未来をひらく - 1969年, 兼 脚本
- 生命の基底 人体のしくみNo.1 〜消化と循環をめぐって〜 － 1969年
- 鎌倉市庁舎 - 1969年
- 生命の基底 人体のしくみNo.2 〜皮膚〜 - 1970年
- 梓湖 - 1970年, 第8回日本産業映画コンクール日本産業映画賞
- よみがえる谷間 - 1970年
- 農民に学べ〜中国の都市生活〜 - 1971年
- 自力更生〜中国の産業〜 - 1971年
- 実験高炉内の観察 - 1975年
- 薩摩・盲僧琵琶 - 1984年

### 脚本
- 谷川岳の記録 遭難 - 1958年
- 有峰ダム 総集編 - 1961年
- 豪雪に築く 奥只見ダム建設の記録 - 1962年
- 明日を創る - 1962年
- 海底管 - 1964年
- 世界の道路と都市 第Ⅰ部〜高速道路〜 - 1965年
- 世界の道路と都市 第Ⅱ部〜都市の開発〜 - 1965年
- 世界の道路と都市 第Ⅲ部〜人間と技術〜 - 1965年
- 三菱ふそう（日・英語版） - 1965年
- 明日を拓く - 1966年
- イギリス人の選挙〜激戦区オックスフォード〜 - 1966年
- イギリス人の選挙〜決選の時〜 - 1966年
- 大火力時代 - 1966年
- This is Yanmar インドネシア - 1966年
- 電線の今日、明日（日・英語） - 1966年
- 礎〜梓川電源開発の記録〜 - 1967年、教育映画祭最高賞, 第19回東京都教育映画コンクール金賞, 第2回青少年映画賞文部省特選
- 日本人の誇り 出光丸 - 1967年, 第19回東京都教育映画コンクール銀賞, 第11回日本紹介映画コンクール金賞, 1967年キネマ旬報ベストテン短編映画第7位
- 西山弥太郎 - 1967年
- 西山弥太郎葬儀 - 1967年
- 皇太子御夫妻 ウジミナス御訪問記録 - 1967年
- ヤンマーの耕運機 - 1967年
- Toshiba IHI Thermal Power Plant - 1968年
- ヤンマーの農業機械 - 1968年
- 住宅生産の工業化〜PC工法 大型PC版組立て工法〜 - 1968年
- 全天全周映画 No.1〜3 - 1969年, 第8回日本産業映画コンクール奨励賞
- 海陸をつらぬく〜Kラインコンテナ〜 - 1969年
- 明日も幸せに - 1970年
- 海底に挑むパイプライン〜西部石油・海底管の記録 - 1970年
- 1000万円の大きな夢 - 1971年
- 日本合成ゴム（伸びゆく合成ゴム改訂） - 1976年
- 21世紀へつなぐ〜エネルギーの多様化をめざして〜 - 1979年
- 21世紀への学校 - 1981年

### 企画
- 痴呆性老人の世界 - 1986年

## 著書
- 遭難―谷川岳 - 1958年, 日立出版